# Académie d'administration publique (Biélorussie)
Pour les articles homonymes, voir Académie d'administration publique.
L’Académie d’administration publique auprès du président de la République de Biélorussie (biélorusse : Акадэмія кіравання пры Прэзідэнце Рэспублікі Беларусь ; russe : Академия управления при Президенте Республики Беларусь ; anglais : Academy of Public Administration under the aegis of the President of the Republic of Belarus) est une université principale dans le système national d’éducation et de recherche de la République de Biélorussie et l'institution d’éducation et de recherche principale pour la formation, la rééducation et le perfectionnement professionnel des personnels dans la sphère de l’administration publique.

## Présentation
L'Académie d’administration publique a été créée le 29 janvier 1991.
En 1995, l'Académie d’administration publique est statutairement placée sous l’autorité du président de la République.
L'Académie dispose de trois instituts :
- l’institut des personnels de direction, qui a trois facultés ;
- l’institut de la Fonction publique, qui a lui aussi trois facultés ;
- le centre de recherches de la théorie et la pratique de l’Administration publique.